# Беннетт, Генри Гордон
Генри Гордон Беннетт (англ. Henry Gordon Bennett, 16 апреля 1887 — 1 августа 1962) — австралийский военачальник, генерал-лейтенант.
Гордон Беннетт прошёл обе (Первую и Вторую) мировые войны. Несмотря на высоко оценённые заслуги во время Первой мировой войны, включая Галлиполийскую кампанию, Беннетт более известен участием в обороне Сингапура во время Тихоокеанской войны в должности командующего 8-й австралийской дивизией.

## Первая мировая война
Беннетт (также известный как «Гордон» (Gordon)), родился в районе Балвин (Balwyn) в Мельбурне (штат Виктория) в 1887 году. Работал клерком в страховой компании. Когда разразилась Первая мировая война в 1914 году, Беннетт был майором в батальоне Австралийских гражданских вооружённых сил (милиции). Добровольцем он поступил в Австралийские имперские силы и был назначен заместителем командира 6-го батальона, который входил в состав 2-й (Викторианской) пехотной бригады.

### Галлиполи
В ходе десанта Австралийско-Новозеландского корпуса (АНЗАК) 25 апреля 1915 года в небольшой бухте Ари-Бурну (названной позже бухтой Анзак), Беннетт сражался на южном фланге плацдарма. Он вёл 300 бойцов своего батальона на выдвинутую позицию Пайн-Ридж (Pine Ridge) к югу от высоты Лоун-Пайн (Lone Pine). Руководя укреплением этой позиции, Беннетт был ранен в запястье и был вынужден вернуться на берег за медицинской помощью. Когда вечером турецкая армия контратаковала, подразделения 6-го батальона на Пайн-Ридж оказались отрезанными и были перебиты до последнего человека.
Вместо эвакуации на госпитальный корабль, Беннетт возвратился в свой батальон. В начале мая 2-я пехотная бригада была переброшена на мыс Геллес на замену британским вооружённым силам для участия во Второй битве за Критию. 8 мая Беннет со своим батальоном попал в тяжёлое положение. Беннетт остался единственным офицером в 6-м батальоне и одним из нескольких офицеров во всей 2-й бригаде. Чтобы выжить и уцелеть с горсткой бойцов, ему удалось добиться дальнейшего развития наступления. Он стал командиром 6-го батальона на следующий день.
Вернувшись в бухту АНЗАК 7 августа, 6-й батальон был втянут в одно из вспомогательных наступлений в начале битвы при Сари-Баир. В ходе печально знаменитой атаки 3-й бригады лёгкой кавалерии на горную узость Нек, 6-й батальон был обязан совершить похожую атаку против соседней турецкой позиции, известной как «траншея германских офицеров». Пулемёты с этой позиции анфилировали австралийские порядки на север до самого Нека. Две попытки взять траншеи провалились. Была подготовлена третья попытка, и Беннетт решил лично возглавить атаку, однако, к счастью, командир 1-й австралийской дивизии, генерал-майор Харольд Уолкер, отказался от атаки.

### Западный Фронт
По возвращении 1-й дивизии во Францию в 1916 году, Беннетт возглавлял 6-й батальон в ходе битвы за Позьер. Вслед за 1-й и 3-й бригадами, взявшими город 24 июля 1916 года, туда двинулись 6-й и 8-й батальоны 2-й бригады, которые заняли руины. Здесь им пришлось выдержать длительный артиллерийский обстрел. Штаб батальона Беннетта располагался в бревенчатом доме. Дом получил шесть прямых попаданий снарядами, однако уцелел благодаря развалинам и мусору, скопившемуся вокруг него. Вскоре после того, как Беннетт перенёс свой штаб, дом был окончательно разрушен. 26 июля Беннетт выразил протест против условий, которые приходилось терпеть его солдатам, докладывая:
«Мои люди безжалостно обстреливаются. Они не смогут устоять в случае атаки. Огневые рубежи и моя штаб-квартира размазаны тяжелыми орудиями, город простреливается шрапнелью. Я сам O.K., но передовая линия похоронена».
При захвате Позьера в 6-м батальоне Беннетта было убито 102 человека, что значительно превышало потери в остальных 11-ти батальонах 1-й дивизии.
3 декабря 1916 года он получил командование 3-й пехотной бригадой и был произведён в бригадные генералы. В свои 29 лет он стал самым молодым генералом в Австралийской армии. Он возглавлял бригаду до конца войны на Западном фронте.

## Между двух войн
В 1919 году Беннетт переехал в Сидней, где он работал как производитель одежды и бухгалтер. В 1922 году он был назначен председателем Государственного Совета Репатриации и в 1928 году стал одним из трёх уполномоченных, управляющих городом Сидней. Он был президентом Палаты Промышленников штата Новый Южный Уэльс (1931—1933), Объединённой Палаты Промышленников Австралии (1933—1934) и других профессиональных организаций. Беннетт был известен в консервативных политических обществах Австралии.
Беннет сохранял активность и в Австралийских вооружённых силах (AMF), хотя мирное время армия Австралии сократилась всего лишь до костяка. Он был произведён в генерал-майоры в 1930 году, являясь командующим 2-й Дивизией. В 1937 году он опубликовал серию газетных статей об оборонной доктрине, в которых критиковал кадровых офицеров, что привело к обвинениям его адрес в Военной коллегии.

## Вторая мировая война

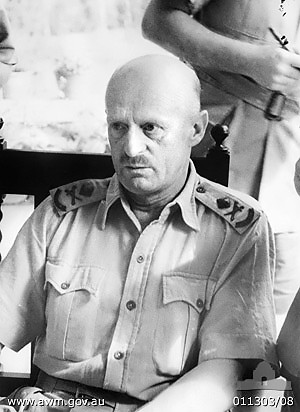
Малайя. Январь 1942. Неофициальный снимок генерал-майора Гордона Беннетта, главнокомандующего австралийскими вооружёнными силами в Малайе, в ходе паузы на брифинге для военных корреспондентов (за кадром)

Когда в 1939 году вспыхнула Вторая мировая война, Беннету было только 52 года. Он был переведён в командование Австралийских Имперских Сил (AIF) в подчинение генерала Томаса Блэйми (Thomas Blamey). Однако начальник Генерального штаба, генерал сэр Браднэлл Уайт (Brudenell White) был против того, чтобы Беннетт получил активное командование. Биограф Беннетта А. Б. Лодж (A.B. Lodge) так прокомментировал в Австралийском Биографическом Словаре (ADB): «Из-за своего темперамента он считался непригодным для полудипломатической сужбы, и такой, которая обязывает подчиняться британским генералам. Беннетт был весьма едким по отношению к британским офицерам, потому что он был настоящим австралийцем».
Вместо этого, Беннетт получил командование в Волонтёрском Оборонном Корпусе (Volunteer Defence Corps), австралийском аналоге британской «Home Guard». Однако гибель генерала Уайта в авиакатастрофе под Канберрой в 1940 году положила конец обструкции карьеры Беннетта, и Беннетт был назначен командиром вновь сформированной 8-й Дивизии, которая была дислоцирована в Британской Малайе в феврале 1941 года. Отношения Беннетта с его начальством были не очень хорошими. Лодж пишет: «Отношения Беннетта с британскими старшими офицерами, особенно с главнокомандующим Малайи, генерал-лейтенантом Артуром Персивалем, были лишены гармонии».
В декабре 1941 года началось японское вторжение в Малайю. Наряду с остальными войсками союзников, дивизия Беннетта быстро была вынуждена отступить в Сингапур. 8 февраля 1942 года японцы высадили десант в Сингапуре, и 15 февраля Персиваль сдался японцам.
Беннет решил, что его долг бежать из Сингапура, но не сдаваться. Он передал командование 8-й Дивизией бригадиру Сесилу Кэлахану (Cecil Callaghan). С несколькими младшими офицерами и некоторыми местными европейцами Беннетт под дулом пистолета захватил сампан, пересек Малаккский пролив к восточному побережью Суматры, где они пересели в лодку, в которой проплыли вверх по реке Джамби (Jambi). Затем они пешком достигли города Паданг на западном побережье Суматры. Оттуда Беннетт перелетел на Яву, а затем в Австралию, прибыв в Мельбурн 2 марта 1942 года.
Побег Беннетта с самого начала рассматривался как поступок, достойный похвалы. Премьер-министр Австралии Джон Кёртин (John Curtin) выступил со следующим заявлением:
«Я хочу проинформировать народ, что мы горды воздать должное эффективности, отваге и преданности наших вооружённых сил в ходе борьбы. Мы выразили генерал-майору Беннетту нашу уверенность в нём. Его руководство и управление были в полном соответствии с его долгом перед людьми под его командованием и перед свой страной. Он остался со своими людьми до конца, до завершения всех формальностей, связанных со сдачей, а затем воспользовался благоприятным случаем и совершил рискованный побег».
В апреле 1942 он был повышен до генерал-лейтенанта и получил в командование 3-й корпус в Перте. В 1942 году это был важный пост, но к 1943 году, когда вероятность японского вторжения в Австралию исчезла, она стала второстепенной. Беннетт говорил Томасу Блэйми, что он не хотел бы получить другое активное командование, и был уволен в запас в мае 1944 года. Вскоре он опубликовал свой отчет о Малайской кампании «Почему пал Сингапур», в котором критически отозвался о Персивале и других британских офицерах. Блэйми безуспешно пытался предотвратить публикацию книги.

## Послевоенные расследования
Споры по поводу действий Беннетта стала достоянием общественности в 1945 году, когда война закончилась и Персиваль был освобожден из японского плена. Персиваль, который никогда не ладил с Беннеттом, обвинил его оставлении своего командования без разрешения. Блэйми созвал следственную комиссию под председательством генерал-майора Станке (V.P.H. Stanke), которая установила, что Беннетт был не вправе передавать командование или оставлять Сингапур. Ветераны 8-й дивизии, как правило, лояльные к Беннетту, протестовали против этого решения.
Для вынесения окончательного решения, в ноябре 1945 года премьер-министр Бэн Чифли (Ben Chifley) назначил Королевскую Комиссию под председательством судьи Джоржда Лайгертвуда (George Ligertwood). Комиссия пришла к заключению, что Беннетт не подчинился приказу Персиваля о сдаче.
А. Б. Лодж пишет:
«Не подвергая сомнению личное мужество Беннетта, Лайгертвуд пришёл к выводу, что его действия были неправомерными. Установлено, что причиной, по которой Беннетт покинул Сингапур, было то, что он узнал, как победить японцев (но его подвели Британские и Индийские войска), и был обязан передать свои знания военному командованию. Тем не менее, он оказался не более опытным, чем другие командиры в Малайе, и его тактика была устаревшей. Его страстное и всепоглощающее желание вести Австралийскую армию в бой не привело к своевременному принятию правильного решения. Его предубеждение против кадровых офицеров и его амбиции омрачили его профессиональный опыт в самый важный момент в его карьере. Когда его самые заветные цели превратились в лохмотья, он убедил себя, что вина за его неудачу лежит на других».
В 1948 году, подполковник Фрай (Fry), выдающийся военный юрист,, опубликовал мнение: Королевская Комиссия основывала свой доклад на толковании международного права и не обсуждала действия генерала Беннетта с точки зрения австралийского военного права, которое жёстко не обязывало его оставаться на острове Сингапур.

## Отставка
Беннетт стал садоводом в Гленори (Glenorie), ныне пригороде Сиднея, до 1955 года. Он написал ряд статей по военной тематике и служил в совете директоров ряда компаний. С 1960 по 1962 год он был председателем совета директоров страховой компании MMI Insurance Ltd.
Он умер 1 августа 1962 года в Дюрале (Dural), сельском пригороде Сиднея.